# Francisco Suárez Cardona
Francisco Suárez Cardona (Madrid; 11 de abril de 1953 - Cobeña; 11 de octubre de 2010) fue un zoólogo y ecólogo español.

## Trayectoria
Licenciado en Ciencias Biológicas en 1972 y Doctor desde 1988, por la Universidad Complutense de Madrid. Su pasión por la Ornitología y otras ciencias biológicas le llevaron a compatibilizar el trabajo académico con el empresarial. Fue destacado como uno de los pioneros en la Evaluación de Impacto Ambiental (EIA) y en la Ordenación de territorio. Su andadura científica, comienza antes de la licenciatura, como naturalista, y se hace oficial con la Defensa Pública de la Tesis Doctoral "Historia Natural de la Collalba rubia durante la época de la reproducción". Desde 1988 fue profesor en el Departamento de Ecología de la Universidad Autónoma de Madrid. Institución en la que impartió clases de licenciatura en Biología y Ciencias Ambientales, así como cursos de doctorado hasta su fallecimiento. Es autor de más de 100 publicaciones científicas indexadas y de numerosos capítulos de libros y editor de varios libros. Como docente e investigador destacó como profesional y humanista, siendo director de 7 Tesis Doctorales y como investigador principal en decenas de proyectos científicos y técnicos.

## Algunas publicaciones
- francisco Suárez Cardona, Israel Hervás, Jesús Herranz y Juan Carlos del Moral. 2007. La Ganga ibérica y la ganga ortega en España: población en 2005 y método de censo, Volumen 8 de Seguimiento de aves. Editor SEO/BirdLife, 133 pp. ISBN 8493401889
- francisco Suárez Cardona, juan josé oñate Rubalcaba. 1999. Conservación de la naturaleza y mundo rural: Experiencias y perspectivas para el siglo XXI. Editor Universidad Autónoma. 172 pp. ISBN 8460588335
- 1996. Guías Metodológicas Para la Elaboración de Estudios de Impacto Ambiental: Carreteras y Ferrocarriles. Volumen 1 de Serie Monografías. 3ª edición de Ministerio de Obras Públicas y Transportes, Centro de Publicaciones, 165 pp. ISBN 8449802660
- 1992. Las estepas ibéricas. Unidades temáticas ambientales. Editor Ministerio de Obras Públicas y Transportes, 160 pp. ISBN 8474337771